# 超合体ギガジュウ
『超合体ギガジュウ』（ちょうがったい -、SUPER FUSION DINOSAUR）は、メトロ発売の専用チップを用いたトレーディングカードアーケードゲーム。2011年3月16日より稼働開始。

## 概要
専用チップを用いた自社アーケード筐体『メトロゲームポケット』シリーズ第5弾（ロボダッチを含めると実質第6弾）。専用チップ「エンブレム」を使用、2体のギガジュウを超合体させることで更に強力な超合体ギガジュウを呼び出して戦わせることができるのが特徴。今作ではカメラは使用しないが、設置店舗によっては『かおチェンバトル ガンメングランプリ!』時のカメラが外されていない筐体もある。

## ストーリー
駆け出しのギガジュウバトラーのバクトは、エンブレムから呼び出すモンスター「ギガジュウ」を戦わせるギガジュウバトルでライバルたちとバトルを繰り広げる。

## 遊び方
エンブレムをスキャンして戦う2体のギガジュウを呼び出しバトル。スロット「クロスロット」のコマンドリールで攻撃コマンド、パワーリールでコマンドの威力を選択。チャージアタックをキメることにより超合体ゲージが貯まりゲージがいっぱいになることで超合体が発動する。

## エンブレム
- ランク
ノーマル、シルバー、ゴールド、クリスタルとランクがあり、ランクが高いほど強い攻撃を止めやすくなる。
- 属性
枠の色により、火、土、雷、水の属性があり、属性により相性がある。
- 攻撃コマンド
アタックコマンド、マジックコマンド、カウンターコマンドの攻撃パターンがあり、赤い数字が得意な攻撃となる。

## リリース
- 2011年3月3日 ロケテスト実施
- 2011年3月16日 第1弾稼動。全48種。
- 2011年7月20日 第2弾稼動。全52種。